# Jannis Sakellarakis

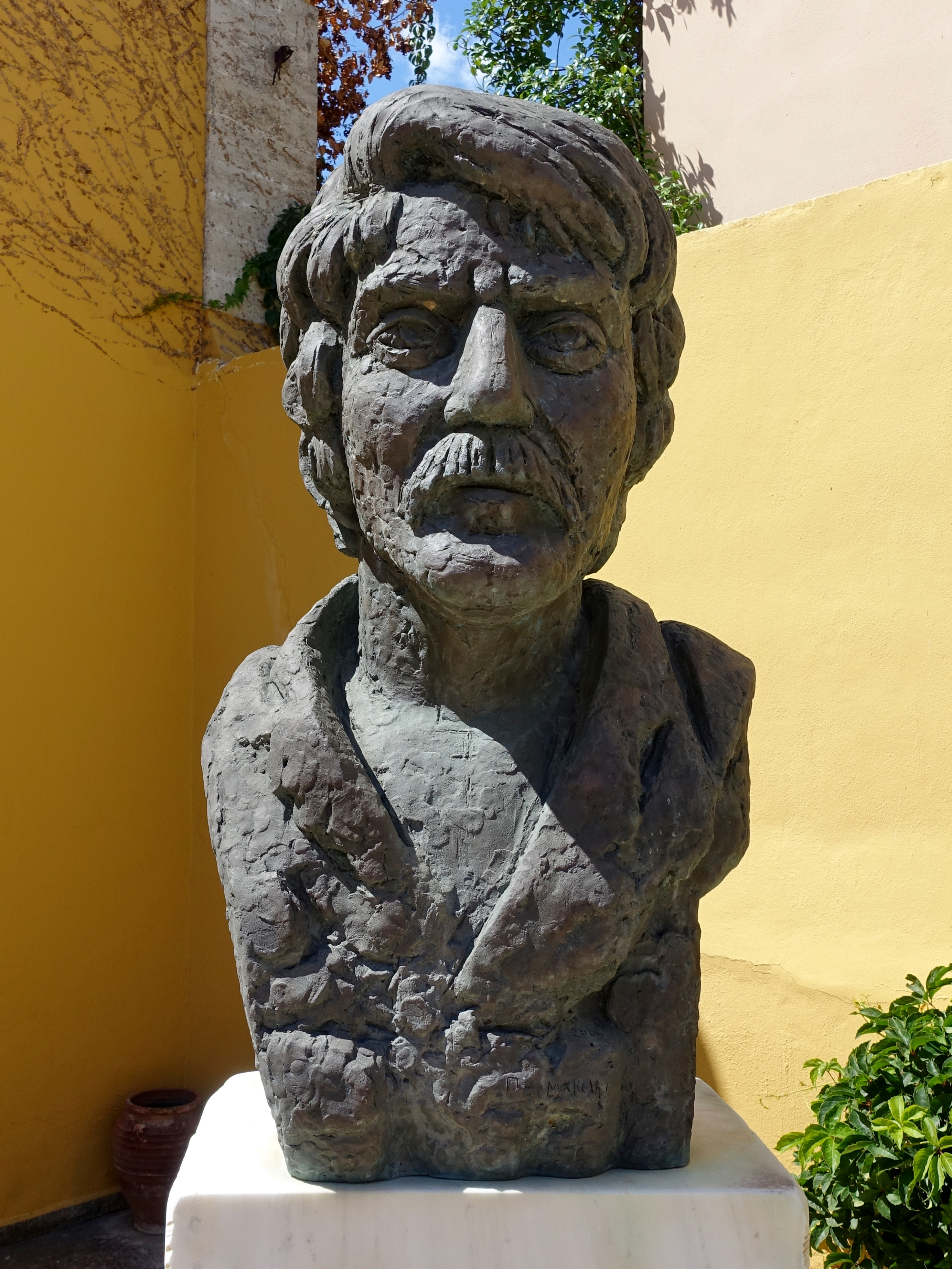
Büste Sakellarakis’ vor dem Archäologischen Museum Archanes

Jannis Sakellarakis (griechisch Γιάννης Σακελλαράκης Giannis Sakellarakis; * 1936 in Athen; † 28. Oktober 2010 ebenda) war ein griechischer Klassischer Archäologe. Sein Hauptarbeitsgebiet war die minoische Zivilisation auf Kreta.
Jannis Sakellarakis studierte zunächst an der Universität Athen, dann an der Universität Heidelberg, wo er 1969 mit der Dissertation Das Kuppelgrab A von Archanes und das kretisch-mykenische Tieropferritual promoviert wurde. Später unterrichtete er an den Universitäten von Heidelberg, Hamburg und Athen. Er war Direktor des Archäologischen Museums von Iraklio auf Kreta und stellvertretender Direktor des Archäologischen Nationalmuseums in Athen. Bekannt wurde Sakellarakis, als er im Jahr 1979 durch Ausgrabungen auf dem Hügel von Anemospilia bei Archanes  gemeinsam mit seiner Frau Efi Sapouna-Sakellaraki den Nachweis erbrachte, dass es in der minoischen Zivilisation Menschenopfer gegeben hat.
Für seine wissenschaftlichen Leistungen wurde Sakellarakis mit hohen Orden und Ehrungen ausgezeichnet, unter anderem dem Goldenen Kreuz des griechischen Ordens der Ehre (griechisch Τάγμα Αριστείας της Τιμής). Er wurde zum Mitglied der Akademie von Athen berufen und war korrespondierendes Mitglied des Deutschen Archäologischen Instituts sowie der Society of Antiquaries of London.

## Schriften (Auswahl)
- Das Kuppelgrab A von Archanes und das kretisch-mykenische Tieropferritual, in: Prähistorische Zeitschrift 45, 1970, S. 135–219 (= Dissertation).
- Corpus der minoischen und mykenischen Siegel. Bd. 1, Supplementum: Athen, Nationalmuseum. Herausgegeben von Ingo Pini. Gebr. Mann, Berlin 1982, ISBN 3-78-611314-9.
- mit Efi Sapouna-Sakellarakis: Archanes. Ausgrabung in Archanes. Ekdotike Athenon, Athen 1991, ISBN 9-60-213246-9